# Raimundas Karoblis
Raimundas Karoblis (ur. 14 kwietnia 1968 w rejonie poswolskim) – litewski prawnik, urzędnik państwowy i dyplomata, ambasador Litwy przy Światowej Organizacji Handlu oraz Unii Europejskiej, wiceminister spraw zagranicznych, a w latach 2016–2020 minister obrony.

## Życiorys
Z wykształcenia prawnik, w 1992 ukończył studia na Uniwersytecie Wileńskim. Przez dwa lata pracował jako konsultant prawny w Litewskim Instytucie Wolnego Rynku, następnie został zatrudniony w Ministerstwie Spraw Zagranicznych. Od 1996 był wicedyrektorem, a od 1997 dyrektorem departamentu spraw gospodarczych. Od 1999 do 2003 pełnił funkcję radcy ministra w stałym przedstawicielstwie Litwy przy Organizacji Narodów Zjednoczonych w Genewie. Od 2000 jednocześnie stał na czele stałego przedstawicielstwa przy WTO. W 2003 powrócił na dyrektorskie stanowisko do departamentu spraw gospodarczych. W latach 2005–2007 kierował departamentem handlu zagranicznego w MSZ. Od 2007 do 2010 był zastępcą stałego przedstawiciela przy Unii Europejskiej, następnie do 2015 sprawował urząd ambasadora kierującego tą placówką. W sierpniu 2015 powołany na wiceministra spraw zagranicznych w rządzie Algirdasa Butkevičiusa.
13 grudnia 2016 w nowo utworzonym gabinecie Sauliusa Skvernelisa objął stanowisko ministra obrony. Zakończył urzędowanie 11 grudnia 2020. W marcu 2022 powrócił na funkcję wiceministra spraw zagranicznych, odpowiedzialnego m.in. a relacje z instytucjami unijnymi oraz handel zagraniczny, sprawował ją do sierpnia tegoż roku. Również w 2022 objął urząd ambasadora Unii Europejskiej w Tadżykistanie.

## Odznaczenia
W 2019 został odznaczony Krzyżem Komandorskim z Gwiazdą Orderu Zasługi Rzeczypospolitej Polskiej.